# Partecipanti alla Parigi-Nizza 2024
Elenco dei partecipanti alla Parigi-Nizza 2024.
La Parigi-Nizza 2024 è stata l'ottantaduesima edizione della corsa. Alla competizione presero parte 22 squadre: le diciotto iscritte all'UCI World Tour 2024, e quattro squadre dell'UCI Europe Tour 2024.
Ciascuna delle squadre è composta da sette ciclisti, per un totale di 154 ciclisti.

## Corridori per squadra
Nota: R ritirato, NP non partito, FT fuori tempo, SQ squalificato
| Bora-Hansgrohe         | Bora-Hansgrohe       | Bora-Hansgrohe      | Groupama-FDJ                    | Groupama-FDJ                    | Groupama-FDJ                    | Soudal Quick-Step     | Soudal Quick-Step     | Soudal Quick-Step     |
| ---------------------- | -------------------- | ------------------- | ------------------------------- | ------------------------------- | ------------------------------- | --------------------- | --------------------- | --------------------- |
| N°                     | Ciclista             | Clas.               | N°                              | Ciclista                        | Clas.                           | N°                    | Ciclista              | Clas.                 |
| 1                      | Primož Roglič        | 10°                 | 11                              | David Gaudu                     | NP 8ª                           | 21                    | Remco Evenepoel       | 2°                    |
| 2                      | Nico Denz            | 96°                 | 12                              | Sven Erik Bystrøm               | 64°                             | 22                    | Mattia Cattaneo       | 27°                   |
| 3                      | Marco Haller         | 70°                 | 13                              | Kevin Geniets                   | R 8ª                            | 23                    | Yves Lampaert         | R 8ª                  |
| 4                      | Bob Jungels          | 34°                 | 14                              | Quentin Pacher                  | 20°                             | 24                    | Gianni Moscon         | R 8ª                  |
| 5                      | Matteo Sobrero       | 29°                 | 15                              | Laurence Pithie                 | 69°                             | 25                    | Casper Pedersen       | R 8ª                  |
| 6                      | Danny van Poppel     | 100°                | 16                              | Clément Russo                   | 90°                             | 26                    | Ilan Van Wilder       | 22°                   |
| 7                      | Aleksandr Vlasov     | 5°                  | 17                              | Samuel Watson                   | 89°                             | 27                    | Louis Vervaeke        | 18°                   |
| UAE Team Emirates      | UAE Team Emirates    | UAE Team Emirates   | Team Visma-Lease a Bike         | Team Visma-Lease a Bike         | Team Visma-Lease a Bike         | Ineos Grenadiers      | Ineos Grenadiers      | Ineos Grenadiers      |
| N°                     | Ciclista             | Clas.               | N°                              | Ciclista                        | Clas.                           | N°                    | Ciclista              | Clas.                 |
| 31                     | João Almeida         | 11°                 | 41                              | Matteo Jorgenson                | 1°                              | 51                    | Egan Bernal           | 7°                    |
| 32                     | Finn Fisher-Black    | 50°                 | 42                              | Edoardo Affini                  | 78°                             | 52                    | Jonathan Castroviejo  | 41°                   |
| 33                     | Felix Großschartner  | 30°                 | 43                              | Koen Bouwman                    | 25°                             | 53                    | Laurens De Plus       | 13°                   |
| 34                     | Brandon McNulty      | 3°                  | 44                              | Wilco Kelderman                 | 8°                              | 54                    | Omar Fraile           | 52°                   |
| 35                     | Nils Politt          | 47°                 | 45                              | Olav Kooij                      | R 8ª                            | 55                    | Carlos Rodríguez      | 28°                   |
| 36                     | Marc Soler           | R 4ª                | 46                              | Tim van Dijke                   | 76°                             | 56                    | Joshua Tarling        | 53°                   |
| 37                     | Jay Vine             | R 8ª                | 47                              | Mick van Dijke                  | 81°                             | 57                    | Ben Turner            | 59°                   |
| Lidl-Trek              | Lidl-Trek            | Lidl-Trek           | Decathlon AG2R La Mondiale Team | Decathlon AG2R La Mondiale Team | Decathlon AG2R La Mondiale Team | Team Jayco AlUla      | Team Jayco AlUla      | Team Jayco AlUla      |
| N°                     | Ciclista             | Clas.               | N°                              | Ciclista                        | Clas.                           | N°                    | Ciclista              | Clas.                 |
| 61                     | Mads Pedersen        | 74°                 | 71                              | Felix Gall                      | 9°                              | 81                    | Michael Matthews      | R 4ª                  |
| 62                     | Julien Bernard       | 33°                 | 72                              | Bruno Armirail                  | 37°                             | 82                    | Luke Durbridge        | R 8ª                  |
| 63                     | Tim Declercq         | 87°                 | 73                              | Sam Bennett                     | R 8ª                            | 83                    | Dylan Groenewegen     | NP 7ª                 |
| 64                     | Ryan Gibbons         | 91°                 | 74                              | Dries De Bondt                  | 93°                             | 84                    | Chris Harper          | 12°                   |
| 65                     | Otto Vergaerde       | 94°                 | 75                              | Dorian Godon                    | 31°                             | 85                    | Luka Mezgec           | R 7ª                  |
| 66                     | Mattias Skjelmose    | 4°                  | 76                              | Oliver Naesen                   | NP 4ª                           | 86                    | Luke Plapp            | 6°                    |
| 67                     | Jasper Stuyven       | 65°                 | 77                              | Aurélien Paret-Peintre          | 14°                             | 87                    | Elmar Reinders        | NP 8ª                 |
| Cofidis                | Cofidis              | Cofidis             | Bahrain Victorious              | Bahrain Victorious              | Bahrain Victorious              | Arkéa-B&B Hotels      | Arkéa-B&B Hotels      | Arkéa-B&B Hotels      |
| N°                     | Ciclista             | Clas.               | N°                              | Ciclista                        | Clas.                           | N°                    | Ciclista              | Clas.                 |
| 91                     | Ion Izagirre         | 26°                 | 101                             | Pello Bilbao                    | 23°                             | 111                   | Arnaud Démare         | NP 7ª                 |
| 92                     | Bryan Coquard        | R 6ª                | 102                             | Santiago Buitrago               | R 8ª                            | 112                   | Clément Champoussin   | 44°                   |
| 93                     | Nicolas Debeaumarché | 83°                 | 103                             | Kamil Gradek                    | 97°                             | 113                   | Ewen Costiou          | 17°                   |
| 94                     | Alexis Gougeard      | R 6ª                | 104                             | Jack Haig                       | 58°                             | 114                   | Donavan Grondin       | R 6ª                  |
| 95                     | Gorka Izagirre       | R 4ª                | 105                             | Dušan Rajović                   | 103°                            | 115                   | Thibault Guernalec    | 68°                   |
| 96                     | Anthony Perez        | 51°                 | 106                             | Jasha Sütterlin                 | 39°                             | 116                   | Łukasz Owsian         | 85°                   |
| 97                     | Benjamin Thomas      | 75°                 | 107                             | Fred Wright                     | 57°                             | 117                   | Miles Scotson         | 99°                   |
| Lotto Dstny            | Lotto Dstny          | Lotto Dstny         | EF Education-EasyPost           | EF Education-EasyPost           | EF Education-EasyPost           | Astana Qazaqstan Team | Astana Qazaqstan Team | Astana Qazaqstan Team |
| N°                     | Ciclista             | Clas.               | N°                              | Ciclista                        | Clas.                           | N°                    | Ciclista              | Clas.                 |
| 121                    | Arnaud De Lie        | NP 4ª               | 131                             | Rigoberto Urán                  | R 7ª                            | 141                   | Aleksej Lucenko       | R 7ª                  |
| 122                    | Cédric Beullens      | 79°                 | 132                             | Stefan Bissegger                | 54°                             | 142                   | Samuele Battistella   | 32°                   |
| 123                    | Victor Campenaerts   | 43°                 | 133                             | Owain Doull                     | 48°                             | 143                   | Anthon Charmig        | 67°                   |
| 124                    | Jasper De Buyst      | R 7ª                | 134                             | Andrea Piccolo                  | NP 5ª                           | 144                   | Christian Scaroni     | 38°                   |
| 125                    | Pascal Eenkhoorn     | 62°                 | 135                             | Jonas Rutsch                    | 84°                             | 145                   | Rüdiger Selig         | R 6ª                  |
| 126                    | Mathijs Paasschens   | 82°                 | 136                             | Harry Sweeny                    | 40°                             | 146                   | Harold Tejada         | 16°                   |
| 127                    | Brent Van Moer       | 55°                 | 137                             | Michael Valgren                 | 45°                             | 147                   | Dmitrij Gruzdev       | 101°                  |
| Movistar Team          | Movistar Team        | Movistar Team       | Team DSM-Firmenich PostNL       | Team DSM-Firmenich PostNL       | Team DSM-Firmenich PostNL       | Alpecin-Deceuninck    | Alpecin-Deceuninck    | Alpecin-Deceuninck    |
| N°                     | Ciclista             | Clas.               | N°                              | Ciclista                        | Clas.                           | N°                    | Ciclista              | Clas.                 |
| 151                    | Ruben Guerreiro      | 21°                 | 161                             | Fabio Jakobsen                  | R 5ª                            | 171                   | Kaden Groves          | R 5ª                  |
| 152                    | Jon Barrenetxea      | 42°                 | 162                             | Tobias Lund Andresen            | NP 6ª                           | 172                   | Maurice Ballerstedt   | 92°                   |
| 153                    | William Barta        | 15°                 | 163                             | Nils Eekhoff                    | NP 6ª                           | 173                   | Silvan Dillier        | NP 6ª                 |
| 154                    | Rémi Cavagna         | 60°                 | 164                             | Gijs Leemreize                  | 71°                             | 174                   | Robbe Ghys            | 98°                   |
| 155                    | Johan Jacobs         | 63°                 | 165                             | Timo Roosen                     | R 7ª                            | 175                   | Jason Osborne         | 72°                   |
| 156                    | Mathias Norsgaard    | 102°                | 166                             | Martijn Tusveld                 | R 8ª                            | 176                   | Edward Planckaert     | 66°                   |
| 157                    | Albert Torres        | 95°                 | 167                             | Julius van den Berg             | R 5ª                            | 177                   | Luca Vergallito       | 36°                   |
| Israel-Premier Tech    | Israel-Premier Tech  | Israel-Premier Tech | Intermarché-Wanty               | Intermarché-Wanty               | Intermarché-Wanty               | TotalEnergies         | TotalEnergies         | TotalEnergies         |
| N°                     | Ciclista             | Clas.               | N°                              | Ciclista                        | Clas.                           | N°                    | Ciclista              | Clas.                 |
| 181                    | Jakob Fuglsang       | 49°                 | 191                             | Gerben Thijssen                 | NP 7ª                           | 201                   | Mathieu Burgaudeau    | 86°                   |
| 182                    | Pascal Ackermann     | NP 7ª               | 192                             | Lilian Calmejane                | 80°                             | 202                   | Steff Cras            | R 8ª                  |
| 183                    | Guillaume Boivin     | 88°                 | 193                             | Dries De Pooter                 | R 8ª                            | 203                   | Sandy Dujardin        | 61°                   |
| 184                    | Hugo Hofstetter      | R 6ª                | 194                             | Madis Mihkels                   | NP 8ª                           | 204                   | Jordan Jegat          | 46°                   |
| 185                    | Hugo Houle           | 56°                 | 195                             | Adrien Petit                    | R 8ª                            | 205                   | Pierre Latour         | R 7ª                  |
| 186                    | Michael Schwarzmann  | NP 4ª               | 196                             | Roel van Sintmaartensdijk       | NP 3ª                           | 206                   | Anthony Turgis        | R 7ª                  |
| 187                    | Rick Zabel           | NP 7ª               | 197                             | Georg Zimmermann                | 24°                             | 207                   | Dries Van Gestel      | R 8ª                  |
| Tudor Pro Cycling Team |                      |                     |                                 |                                 |                                 |                       |                       |                       |
| N°                     | Ciclista             | Clas.               |                                 |                                 |                                 |                       |                       |                       |
| 211                    | Michael Storer       | 35°                 |                                 |                                 |                                 |                       |                       |                       |
| 212                    | Arvid de Kleijn      | R 5ª                |                                 |                                 |                                 |                       |                       |                       |
| 213                    | Arthur Kluckers      | 77°                 |                                 |                                 |                                 |                       |                       |                       |
| 214                    | Rick Pluimers        | R 8ª                |                                 |                                 |                                 |                       |                       |                       |
| 215                    | Matteo Trentin       | 73°                 |                                 |                                 |                                 |                       |                       |                       |
| 216                    | Yannis Voisard       | 19°                 |                                 |                                 |                                 |                       |                       |                       |
| 217                    | Maikel Zijlaard      | R 7ª                |                                 |                                 |                                 |                       |                       |                       |